# No. 48 Commando
48-й загін британських командос (англ. No. 48 Commando) — підрозділ спеціального призначення британських командос, що структурно входить до складу Королівської морської піхоти Великої Британії за часів Другої світової війни. Загін сформований у березні 1944 року, брав участь у проведенні спеціальних операцій у Франції та Нідерландах. Розформований у 1946 році.

## Історія

### Друга світова війна
6 червня 1944 року з початком масштабного вторгнення союзних військ до континентальної Європи, 1-ша бригада спеціальної служби висадилася на плацдармі «Сорд». No. 48 Commando входив до складу оперативної групи з 21 400 людей, що здійснювала висадку з моря на плацдарм «Джуно», між Сент-Обен-сюр-Мер і Курсель-сюр-Мер. Три інші підрозділи 4-ї бригади спеціальної служби також висаджувалися разом з десантом на нормандський берег. No. 41 Commando висаджувався з 29 000 морського десанту на правому фланзі цього ж плацдарму. Загін No. 46 також штурмував цей плацдарм, але цьому підрозділу дісталося надскладне завдання — прорватися крізь прибережні скелі на лівому березі річки Орн та знищити німецьку берегову батарею. Водночас, No. 47 діяв у складі сил на західному фланзі плацдарму «Голд» і брав участь у штурмі Пор-ан-Бессен-Юппен
У листопаді з початком битви на Шельді британські командос 4-ї бригади спеціальної служби та No. 41 Commando брали участь у висадці морського десанту на голландському острові Валхерен. Штурм німецьких позицій здійснювався одночасно з двох напрямків: командос висаджувалися з моря, водночас 2-га канадська та 52-га британська піхотні дивізії атакували із суходолу по насипах та дамбах. No. 4 Commando висадився на плацдармі біля Вліссінгена, а командос No. 41 та No. 48 поблизу Весткапелле. У другому ешелоні сил морського десанту йшов 47-й загін командос. Протягом тижня на острові тривали затяті бої з німецькими військами, але нарешті британсько-канадські війська опанували Валхерен, захопивши у полон близько 2 900 військовополонених солдатів Вермахту.